# Serranía de Vallejera
La Serranía de Vallejera o también Macizo de Vallejera (Cabeza Gorda 1523 m; término municipal de Vallejera de Riofrío) es un pequeño subsistema perteneciente a la Sierra de Béjar, sistema Central, sureste de Salamanca, Castilla y León, España.
Este macizo está separado por el Puerto de Vallejera (1202 m) que sirve como paso natural entre la Sierra de Béjar y el Valle de Sangusín.

## Hidrografía
- Río Valvanera: Principal río que nace en esta sierra. Transcurre por los municipios de Sorihuela y Santibáñez de Béjar, desembocando en el Río Tormes. Tiene 20 kilómetros de longitud.
- Regato Fresnedas: Río importante, que nace casi en la cumbre de Cabeza Gorda y se traslada por Vallejera de Riofrío hasta el denominado Río Riofrío (Béjar), después de haber recorrido 7 kilómetros.
- Otros ríos en menor importancia que nacen en esta serranía son Prados Fresnos, el Puerto, y el río de Valdesangil, que desemboca en el Río Cuerpo de Hombre.

## Municipios
El macizo de Vallejera, no solo pertenece a este municipio, sino que a otros 7, repartidos en 9000 hectáreas.
- La Hoya: 1240 m s. n. m.
- Vallejera de Riofrío: 1147 m s. n. m.
- Navacarros: 1109 m s. n. m.
- Fresnedoso: 1030 m s. n. m.
- Béjar: 950 m s. n. m.
- Sanchotello: 936 m s. n. m.
- Navalmoral de Béjar: 910 m s. n. m.

## Elevaciones
En la siguiente tabla se muestran las primeras 14 elevaciones del Macizo de Vallejera:
- En la tabla se observan las 14 principales elevaciones del macizo, las cuales, en la inmensa mayoría, se encuentran en el municipio de Vallejera de Riofrío, La Hoya, Valdesangil, Sanchotello y Fresnedoso. En su mayoría se superan los 1200 m s. n. m., siendo además éstos los municipios más elevados de la Provincia de Salamanca. Uno de los picos más importantes, "Siete Peñas", es el nombre oficial del albergue de Vallejera. Estas sierras son conocidas por ser un lugar privilegiado para practicar la escalada, siendo un terreno muy rocoso y abrupto, sobre todo la ladera de Campanita y Cabeza Gorda.

- Datos: Q16630593